# Полице
Полице (пољ. Police) је град у Пољској у Војводству Западно Поморје у Повјату полицком. Према попису становништва из 2011. у граду је живело 34.036 становника.

## Становништво
Према прелиминарним подацима са пописа, у граду је 2011. живело 34.036 становника.
| 2002.  | 2011.  | 2012.  |
| ------ | ------ | ------ |
| 34.522 | 34.036 | 33.816 |

## Партнерски градови
- Корсер
- Пазевалк
- Нови Роздил
- Korinos